# Угорці в Німеччині
У Німеччині проживає близько 207 000 угорців. Угорці емігрували до Німеччини з часів Середньовіччя. Однак їхня кількість продовжує зростати підвищеними темпами після закінчення Першої світової війни. Сьогодні близько 75 % цього населення проживає в землях Баварія, Баден-Вюртемберг і Гессен.
Лише близько 60 % прибули з угорськими паспортами, оскільки багато з них прибули з територій колишнього Королівства Угорщина (див. Тріанонський договір 1920 року).
Значні зміни населення:
Близько 30 000 прибули після 1945 року
Близько 25 000 прибули після Угорської революції 1956 року
25 000 гастарбайтерів з Югославії після 1960 року
Близько 5 000 мігрантів з Чехословаччини після Празької весни 1968 року
Близько 30 000 угорців з Трансільванії після 1975 року
Близько 15 000 втікачів від комуністичного режиму в Угорщині
15 000 переїхали до Східної Німеччини (до об'єднання Німеччини в 1990 році)

## Культура
У 2006/2007 роках Угорщина презентувала свою країну та культуру в Німеччині цілою низкою культурних заходів, серед яких виставка «Німці в Угорщині — угорці в Німеччині. Європейське життя».

## Видатні особистості
- Альбрехт Дюрер, художник (його батько переїхав до Німеччини з Угорщини, його прізвище походить від їхнього старого угорського села)
- Бела Ерней, актор
- Йошка Фішер, політик, міністр закордонних справ, його сім'я була вислана з Угорщини в 1946 році
- Імре Кертес, письменник, лауреат Нобелівської премії з літератури 2002 року
- Кевін Кураньї, футболіст (угорець по батькові)
- Філіп Ленард, фізик, лауреат Нобелівської премії з фізики 1905 року
- Ференц Ліст, композитор
- Леслі Мандокі, музикант
- Дженіфер Марозан, футболістка, капітан жіночої збірної Німеччини з футболу
- Віллі Орбан — футболіст
- Габор Штайнгарт, журналіст
- Ніклас Зюле, футболіст
- Джордж Табори, письменник
- Патрік Бузас, хокеїст
- Бела Реті, спортивний репортер
- Дьордь Грозер, волейболіст
- Палко Дардаї, футболіст
- Матяш Сабо, фехтувальник
- Золтан Себесен, футболіст
- Надін Шацл, гандболістка
- Віра Молнар, актриса
- Себастьян Сабо, плавець